# Rebecca Marder
Rebecca Marder (* 10. April 1995 in Paris) ist eine französisch-US-amerikanische Schauspielerin.

## Leben
Rebecca Marder ist als Tochter der französischen Theaterjournalistin Mathilde La Bardonnie, die bei Le Monde und später bei Libération arbeitete, und des US-amerikanischen Musikers Marc Marder im 14. Arrondissement von Paris (Île-de-France)  geboren und in Frankreich aufgewachsen. Sie begann ihre Schauspielkarriere im Alter von fünf Jahren, als Charlotte in dem Film Ceci est mon corps von Rodolphe Marconi. 2007 spielte sie in Kid Power – Die Nervensägen! neben Pascal Légitimus und Sandrine Bonnaire und 2010 in Die Kinder von Paris zusammen mit Jean Reno und Mélanie Laurent.
Zwischen 2008 und 2011 wurde Marder am Conservatoire à rayonnement communal du 13e arrondissement de Paris ausgebildet. Seit September 2014 besuchte sie für zehn Monate die Schule des Théâtre national de Strasbourg, bis sie, von Éric Ruf entdeckt, am 22. Juni 2015 eine festangestellte Schauspielerin des Nationaltheaters Comédie-Française („Pensionnaire à la Comédie-Française“) wurde. Seitdem steht sie dort regelmäßig in klassischen Rollen auf der Bühne. Sie spielte die Claudine in Molières George Dandin ou le Mari confondu und La Jalousie du Barbouillé, die Atalide in Jean Racines Bajazet und die Hermione in Euripides’ Électre und Oreste.
Zwischendurch ist es Marder immer wieder möglich, als Schauspielerin auch an Film- und Fernsehproduktionen mitzuarbeiten. Auf der Berlinale 2020 war sie im französisch-kambodschanischen Dokumentarfilm Irradiés, für den ihr Vater die Musik komponierte, zu sehen.

## Filmografie
- 2000: Ceci est mon corps

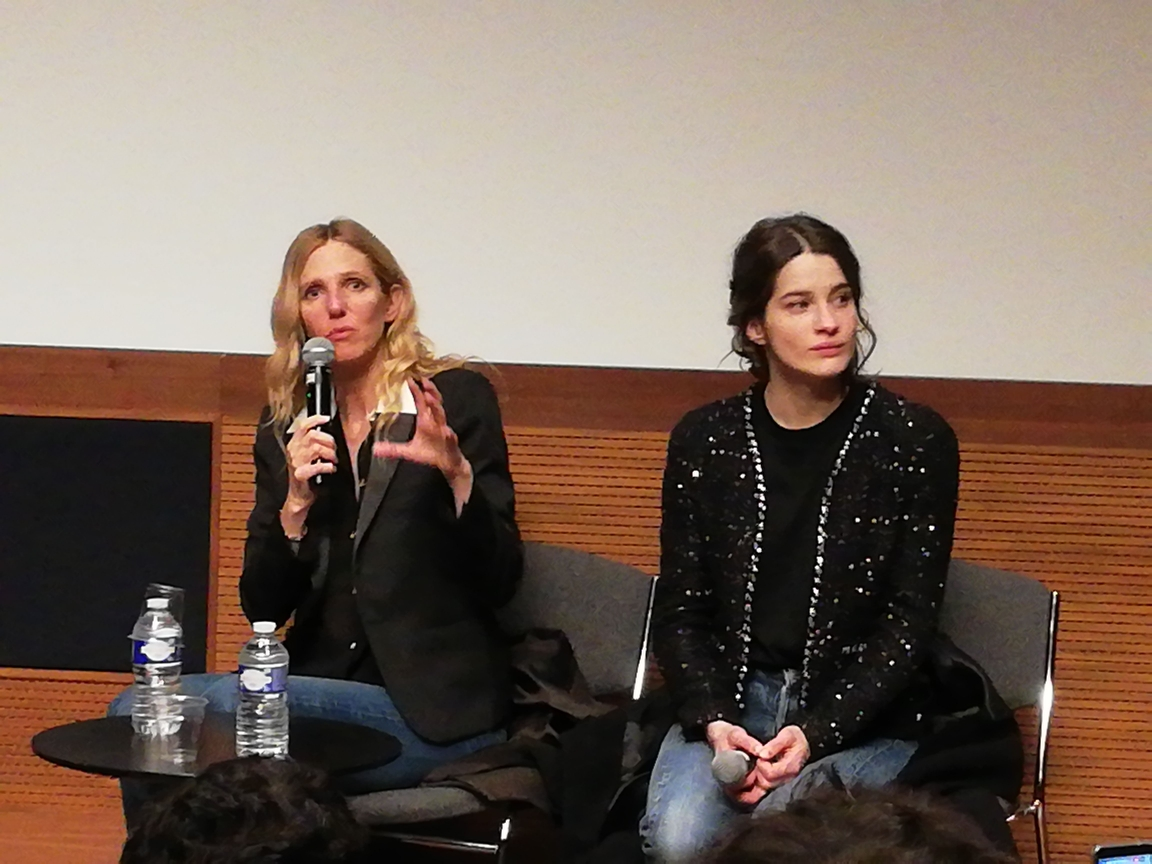
Sandrine Kiberlain und Rebecca Marder bei der Premiere des Films Une jeune fille qui va bien, am 19. Januar 2022.

- 2007: Kid Power – Die Nervensägen! (Demandez la permission aux enfants)
- 2009: Clara, une passion française (Fernsehfilm)
- 2010: Die Kinder von Paris (La Rafle)
- 2011: E-Love (Fernsehfilm)
- 2012: Emma (Fernsehfilm)
- 2018: Das zweite Leben des Monsieur Alain (Un homme pressé)
- 2018: Fiertés – Mut zur Liebe (Fiertés, Fernsehserie)
- 2019: Einsam Zweisam (Deux moi)
- 2020: Eine Frau mit berauschenden Talenten (La Daronne)
- 2020: Irradiés (Dokumentarfilm)
- 2020: Frühling in Paris (Seize Printemps)
- 2021: Tromperie
- 2021: Une jeune fille qui va bien
- 2022: Simone, le voyage du siècle
- 2022: Les goûts et les couleurs
- 2022: Der große Zauber (La grande magie)
- 2022: De grandes espérances
- 2023: Mein fabelhaftes Verbrechen (Mon crime)

## Theaterrollen
Gespielt wurde stets in einem der drei Theater der Comédie-Française in Paris, vornehmlich im Richelieu-Saal und im Théâtre du Vieux-Colombier.
- 2015–2016: Lucietta in Les Rustres von Carlo Goldoni[8]
- 2016: Claudine in George Dandin ou le Mari confondu / La Jalousie du Barbouillé von Molière[9][2]
- 2017: Atalide in Bajazet von Jean Racine[10][11]
- 2017–2018: Invitée in La Règle du jeu nach Jean Renoir[12][13]
- 2017–2018: Secrétaire brune in Après la pluie von Sergi Belbel[14]
- 2017–2019: Violette in L'Hôtel du libre échange von Georges Feydeau[15][16][17]
- 2018: La Plus Jeune in J'étais dans ma maison et j'attendais que la pluie vienne von Jean-Luc Lagarce[18]
- 2018: Thea in L'Éveil du printemps von Frank Wedekind[19]
- 2019: Fanny in Fanny et Alexandre von Ingmar Bergman[20]
- 2019: Sängerin in Les Serge (Gainsbourg point barre) nach einer Konzeption von Stéphane Varupenne und Sébastien Pouderoux[21]
- 2019–2020: Hermione in Électre/Oreste von Euripides.[22][23] Am 26. und 27. Juli 2019 zu Gastaufführungen im Theater von Epidauros.[24]

## Auszeichnungen
- 2011: Prix jeune espoir féminin beim Festival de la fiction TV de La Rochelle für ihre Rolle der Emma im Fernsehfilm Emma[25]